# Baron Wakehurst
Baronowie Wakehurst 1. kreacji (parostwo Zjednoczonego Królestwa)
- 1934–1936: Gerald Walter Erskine Loder, 1. baron Wakehurst
- 1936–1970: John de Vere Loder, 2. baron Wakehurst
- 1970 -: John Christopher Loder, 3. baron Wakehurst

Następca 3. barona Wakehurst: Timothy Walter Loder